# 애견 카페

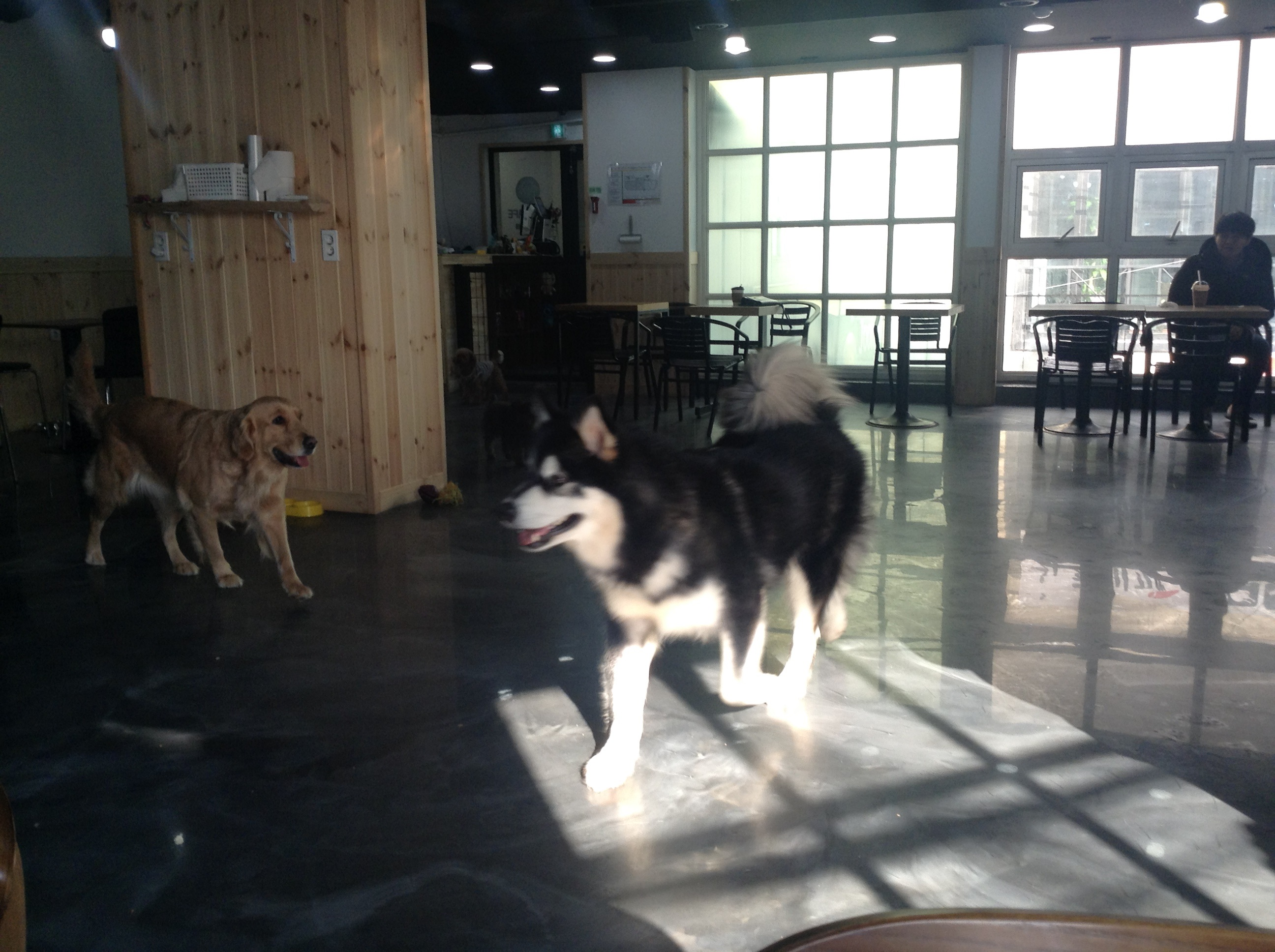
대한민국의 한 애견 카페

애견 카페(영어: Dog café)는 일반적으로 손님들이 돈을 지불하고 여가 및 휴식 등을 제공하기 위해 각 가정에서 사육하고 있는 강아지 등 반려견과 같이 지낼 수 있도록 해주는 카페이다. 대체적으로 이런 형태로 운영되어 있는 해당 카페 역시 음식, 음료 등 부수적인 서비스도 제공할 수 있는 권리가 충족되어 있다.
그래서 애견 카페는 뉴욕주, 캘리포니아주, 플로리다주, 워싱턴주, 오하이오주 등 미국의 각 주 뿐만 아니라, 베트남이나 일본, 싱가포르, 태국, 말레이시아, 오스트레일리아 대한민국 등 여러 국가에서 쉽게 찾아 볼 수 있다. 그리고 일부 애견 카페들은 강아지들이 직접 소유하여 제공할 수 있게 되지만, 여타 애견 카페에서는 손님들이 직접 개를 데리고 아예 방문하게 되는 경우도 더러 있다.

## 같이 보기
- 고양이 카페
- 보드 게임 카페